# Rivolte popolari del XIV secolo

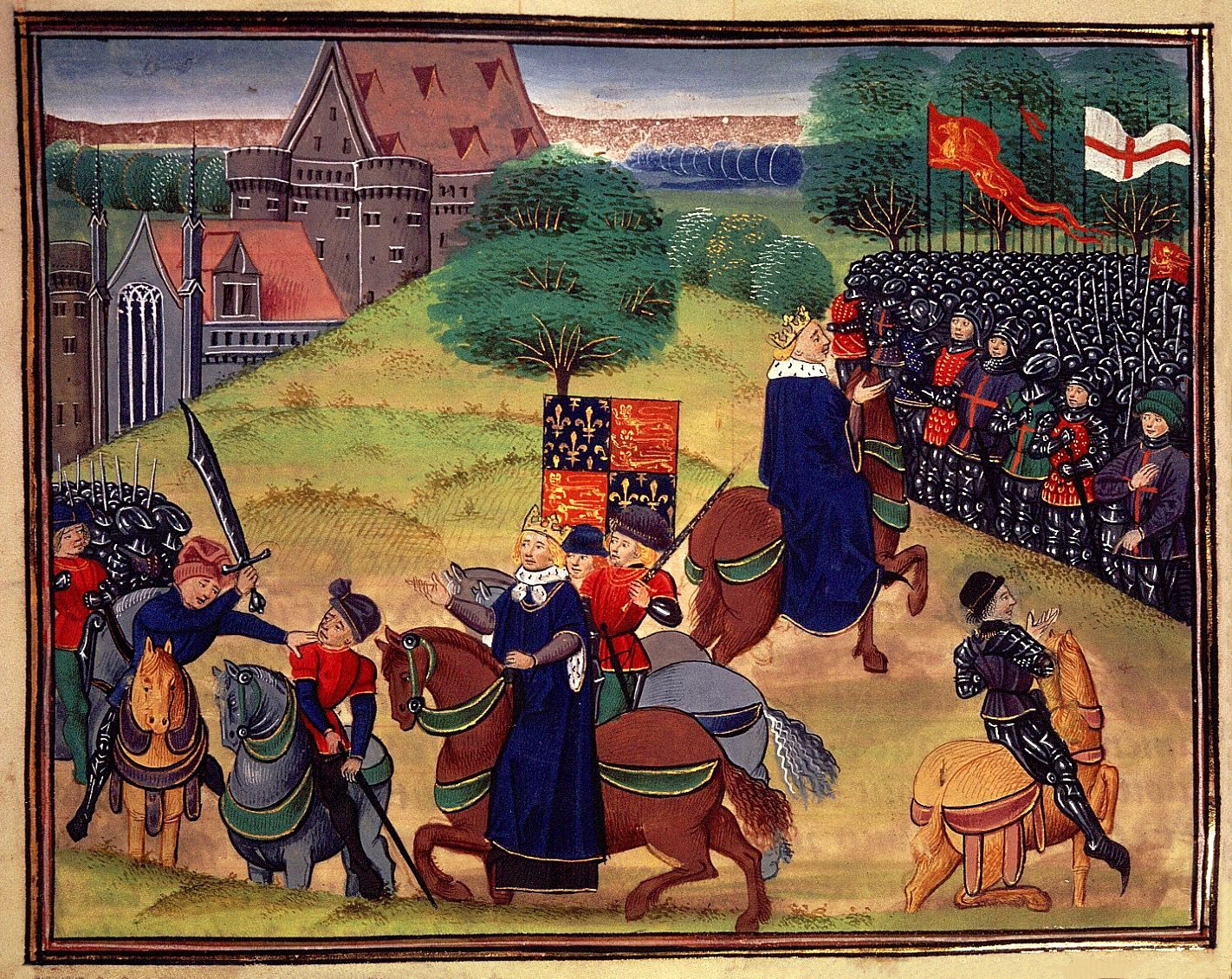
La fine della rivolta dei contadini in Inghilterra: Wat Tyler ucciso da William Walworth sotto gli occhi di Riccardo II

Il XIV secolo fu un periodo di crisi per la società Europea, con alcuni fenomeni di grave portata, come la Grande carestia del 1315-1317 o la peste nera del 1347-1350. A fronte di un netto peggioramento delle condizioni di vita dei ceti più bassi, sulle cui spalle ricadde gran parte della crisi, si ebbero una serie di rivolte popolari in tutta Europa.

## Contesto storico ed economico
Alle carestie, le epidemie, la riduzione degli spazi a coltura cerealicola in favore di coltivazioni più redditizie, le vessazioni del ceto fondiario, vanno aggiunte le guerre che erano frequenti in tutta Europa e che si tramutavano talvolta in razzie, saccheggi e assedi a lungo termine con una destabilizzazione della società.
L'aggravarsi delle condizioni di vita dei ceti subalterni nelle campagne produsse inizialmente un flusso di persone verso le città, dove erano almeno presenti alcune istituzioni caritatevoli che assicuravano loro un minimo di sostentamento giornaliero. Ciò causò un sovrappiù di manodopera che minacciò i ceti subalterni cittadini. Il malessere verso una situazione divenuta ormai insostenibile fu all'origine di rivolte un po' in tutta Europa, sia nelle campagne che nelle città, a partire dai ceti più umili che talvolta riuscivano a coinvolgere anche frange più agiate, come i piccoli artigiani o i produttori subalterni.

### Paesi Bassi
In Fiandra si erano registrate rivolte già nel primo trentennio del Trecento, dove era stata reclamata dai lavoratori artigiani un'organizzazione in Arti simili a quelle italiane.

### Francia
Le campagne francesi, tra 1315 e 1360, furono battute da folle di  pastoureaux ("pastorelli"), che contestavano i ricchi e i signori feudali ammantandosi di idee apocalittiche e legate a una crociata che avrebbe purificato la cristianità dall'interno, secondo l'idea secondo cui i poveri fossero il "Popolo Eletto" da Dio. Tra il 1356 e il 1358, sempre in Francia, più specificamente nel nord (e soprattutto nell'Île-de-France), ebbero luogo le rivolte della jacquerie, dove i contadini inferociti misero al rogo parecchi castelli e commisero atrocità verso i signori locali ed aggravarono la situazione già difficile durante la guerra dei Cent'Anni. Nel 1356 dilagò a Parigi una rivolta capeggiata dal "prevosto" dei mercanti Étienne Marcel.

### Italia

#### Siena
Siena, nel 1371 si ebbe una cruenta rivolta dei lanaioli capitanati da Francesco di Angelo detto Barbicone. I rivoltosi riuscirono a sbaragliare le Guardie Imperiali di Carlo IV che erano in città, ad entrare nel Palazzo Pubblico e a defenestrare letteralmente i governanti.

#### Firenze
Tra il 1351 e il 1378 si ebbero le rivolte dei Ciompi, i salariati più bassi nella produzione laniera, che dilagarono a Perugia, a Siena e a Firenze. A Firenze c'era stata già una rivendicazione di tali lavoratori prima della peste, nel 1345, capeggiata da Ciuto Brandini, che venne decapitato. Più successo ebbe la rivolta del 1378, che obbligò il governo fiorentino a concedere loro il diritto di avere riconosciuta una propria corporazione e a partecipare al governo cittadino. Le nuove arti "del Popolo di Dio" (cioè non Maggiori né Minori) vissero fino al 1382, quando l'alleanza tra i ceti dominanti e intermedi isolò i Ciompi e i loro alleati, togliendo loro tutte le rivendicazioni che avevano ottenuto.

### Inghilterra
In Inghilterra si ebbe una dura rivolta cristiano-popolare nel 1381, capeggiata da Wat Tyler e John Ball, che si ribellarono al duro regime fiscale imposto dal re a causa della lunga guerra contro la Francia. Durante questa rivolta affiorarono motivi democratico-adamitici, come nel diffuso ritornello "Quando Adamo zappava ed Eva filava - dov'era il gentiluomo?".